# Basketbalový klub SPU Nitra
Il MBK SPU Nitra è un club di pallacanestro professionistico con sede a Nitra, in Slovacchia. Disputa le proprire partite casalinghe nel palazzetto comunale, che ha una capienza di 1.500 spettatori. Il club ha conquistato il campionato nazionale in tre occasioni. Dopo la stagione 2017-18, il  Nitra si è ritirato dall'Extraliga.

## Palmarès
- Campionato slovacco: 2

2004-2005, 2008-2009
- Coppa di Slovacchia: 1

2012

## Giocatori noti
- Ater Majok